# قلعة جوق (مقاطعة فامنين)
قلعة جوق (بالفارسية: قلعه جوق) هي قرية تقع في قسم مفتح الريفي (مقاطعة فامنين) في إيران. يقدر عدد سكانها بـ 1,271 نسمة .